# Le Mesnil-Conteville

Le Mesnil-Conteville este o comună în departamentul Oise, Franța. În 1 ianuarie 2022 avea o populație de 69 de locuitori.